# Балади буднів
«Балади Буднів» – збірка віршів Івана Драча, опублікован в 1967 році видавництвом Радянський письменник.

## Опис
У «Баладі буднів» Драч описує звичайні моменти життя, які, на перший погляд, можуть здаватися незначними, але саме вони формують нашу свідомість і ставлення до світу. Поет порушує важливі філософські питання, звертаючись до теми людських відносин, кохання, страждань і радощів. Його вірші сповнені символіки, яка дозволяє читачеві заглибитися в їхній зміст та відчути емоції, які переживає ліричний герой.